# شمايل نقاري
شمايل نقاري هو فن إيراني يتعلق برسم الوجوه، وهو على الأغلب يوظف لرسم وجوه آل البيت، خاص أساسا بالشيعة ويعود تاريخه إلى العهد الصفوي.

## الخلفية
دأب الإيرانيون على نشر رسومات في مجالس العزاء الخاصة بعاشوراء يقولون إنها تمثل الإمام الحسين وأبا الفضل العباس الذين استشهدا في معركة كربلاء التي حدثت في العاشر من محرم عام 61 للهجرة.
هذا النوع من الفن جاء نتيجة التقارب الفارسي مع أوروبا في المرحلة الصفوية، وأن الكثير من المستشرقين الذين زاروا إيران في تلك المرحلة حملوا معهم لوحات تصور آلام صلب المسيح وبعضها يعود إلى العصر البيزنطي.
وتؤكد الدراسات أن مجيء الأرمن وإقامتهم في أصفهان شكل الأرضية المناسبة لشيوع هذا الفن في إيران، حيث توجدد الكثير من الرسوم التي تصور حياة الأنبياء ومِحنهم وهو ما يشيع على جدران كنيسة وانك في أصفهان.
ووظف الفن الإيراني لتصوير الأئمة الإثنى عشر، وتوجد لوحات تعود إلى العهد القاجاري والزندي تمثل الإمام علي وفاطمة والحسين.